# Lista de estádios de futebol da Turquia
Abaixo encontra-se a lista de estádios de futebol que estão atualmente em funcionamento na Turquia e que abrigam jogos oficiais das principais competições de clubes do país.
| Adana                               | Adapazarı                        | Akhisar                                  | Alânia                              | Ancara                                   |
| ----------------------------------- | -------------------------------- | ---------------------------------------- | ----------------------------------- | ---------------------------------------- |
| Novo Estádio de Adana               | Novo Estádio Atatürk de Sacaria  | Estádio Municipal de Akhisar             | Estádio do Colégio Bahçeşehir       | Estádio de Eryaman                       |
| Capacidade: 33 543                  | Capacidade: 28 154               | Capacidade: 12 139                       | Capacidade: 10 842                  | Capacidade: 20 560                       |
|                                     |                                  |                                          |                                     |                                          |
| Antália                             | Antáquia                         | Bursa                                    | Caiseri                             | Cônia                                    |
| Estádio de Antália                  | Estádio de Hatay                 | Estádio Municipal Metropolitano de Bursa | Estádio Kadir Has                   | Estádio Municipal Metropolitano de Cônia |
| Capacidade: 32 539                  | Capacidade: 26 600               | Capacidade: 43 331                       | Capacidade: 32 864                  | Capacidade: 41 981                       |
|                                     |                                  |                                          |                                     |                                          |
| Diarbaquir                          | Denizli                          | Erzurum                                  | Esmirna                             | Esmirna                                  |
| Novo Estádio de Diarbaquir          | Estádio Atatürk de Denizli       | Estádio Kâzım Karabekir                  | Estádio Atatürk de Esmirna          | Estádio Gürsel Aksel                     |
| Capacidade: 33 000                  | Capacidade: 18 745               | Capacidade: 23 277                       | Capacidade: 51 295                  | Capacidade: 20 035                       |
|                                     |                                  |                                          |                                     |                                          |
| Esmirna                             | Esmirna                          | Esquixequir                              | Gaziantepe                          | Guiressum                                |
| Estádio Mustafa Denizli de Alsancak | Estádio Aziz Kocaoğlu de Bornova | Novo Estádio de Esquixequir              | Estádio de Gaziantepe               | Estádio das Aveleiras de Giresun         |
| Capacidade: 15 358                  | Capacidade: 9 138                | Capacidade: 34 930                       | Capacidade: 35 574                  | Capacidade: 22 028                       |
|                                     |                                  |                                          |                                     |                                          |
| Istambul                            |                                  |                                          |                                     |                                          |
| Estádio Olímpico Atatürk            | Complexo Esportivo Ali Sami Yen  | Estádio Şükrü Saraçoğlu                  | Vodafone Park                       | Estádio Fatih Terim de Başakşehir        |
| Capacidade: 75 145                  | Capacidade: 52 280               | Capacidade: 50 530                       | Capacidade: 42 590                  | Capacidade: 17 319                       |
|                                     |                                  |                                          |                                     |                                          |
| Istambul                            | Istambul                         | İzmit                                    | Malatya                             | Mersin                                   |
| Estádio Recep Tayyip Erdoğan        | Estádio Municipal de Ümraniye    | Estádio de Cocaeli                       | Novo Estádio de Malatya             | Estádio Olímpico de Mersin               |
| Capacidade: 14 234                  | Capacidade: 3 513                | Capacidade: 34 712                       | Capacidade: 27 044                  | Capacidade: 25 534                       |
|                                     |                                  |                                          |                                     |                                          |
| Ordu                                | Rize                             | Samsun                                   | Sivas                               | Trebizonda                               |
| Novo Estádio de Ordu                | Novo Estádio Municipal de Rize   | Novo Estádio 19 de Maio de Samsun        | Novo Estádio 4 de Setembro de Sivas | Estádio Şenol Güneş                      |
| Capacidade: 16 768                  | Capacidade: 15 558               | Capacidade: 33 919                       | Capacidade: 27 532                  | Capacidade: 41 461                       |
|                                     |                                  |                                          |                                     |                                          |